# Vasakoret

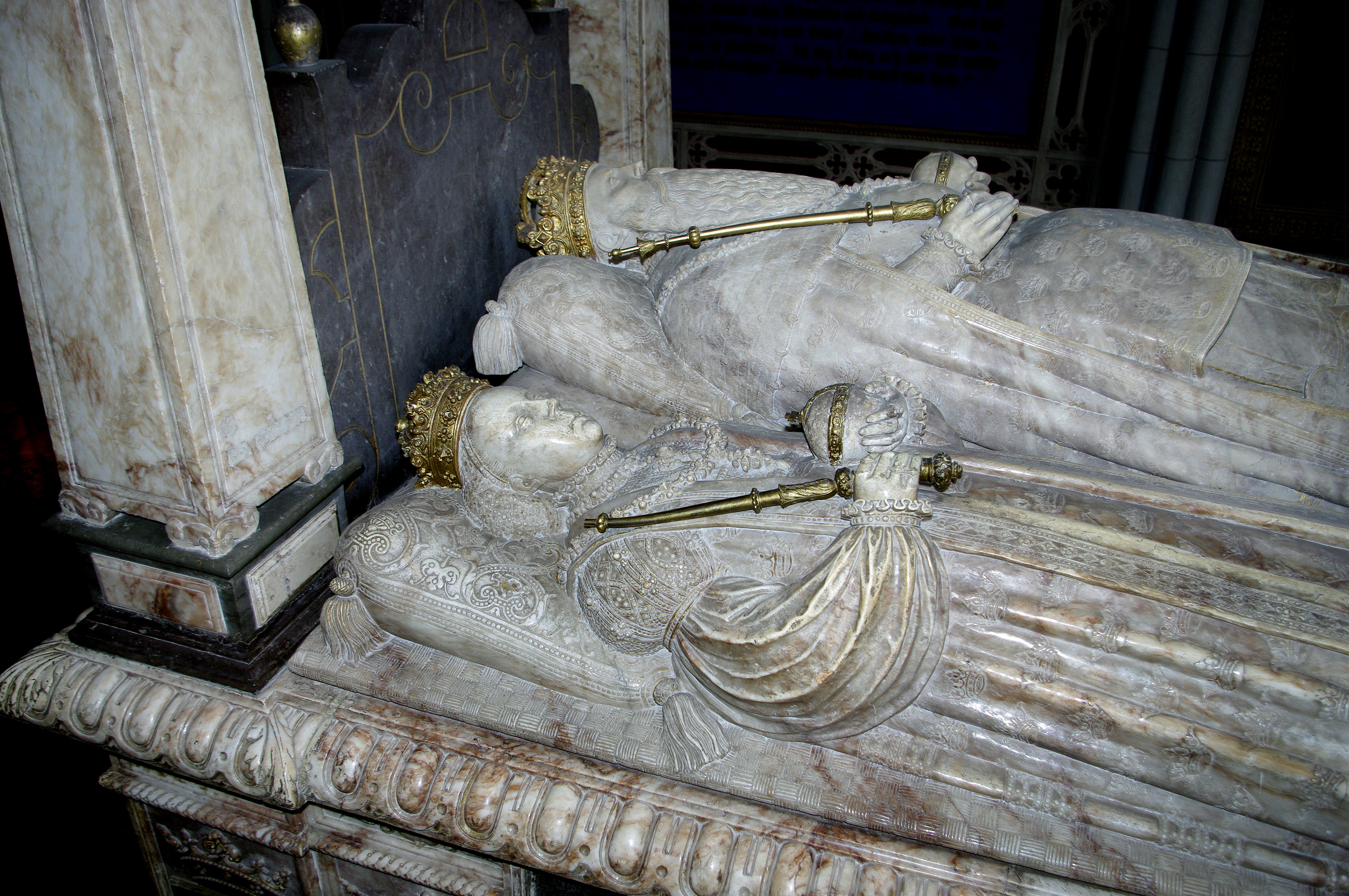
Gustav Vasas gravmonument

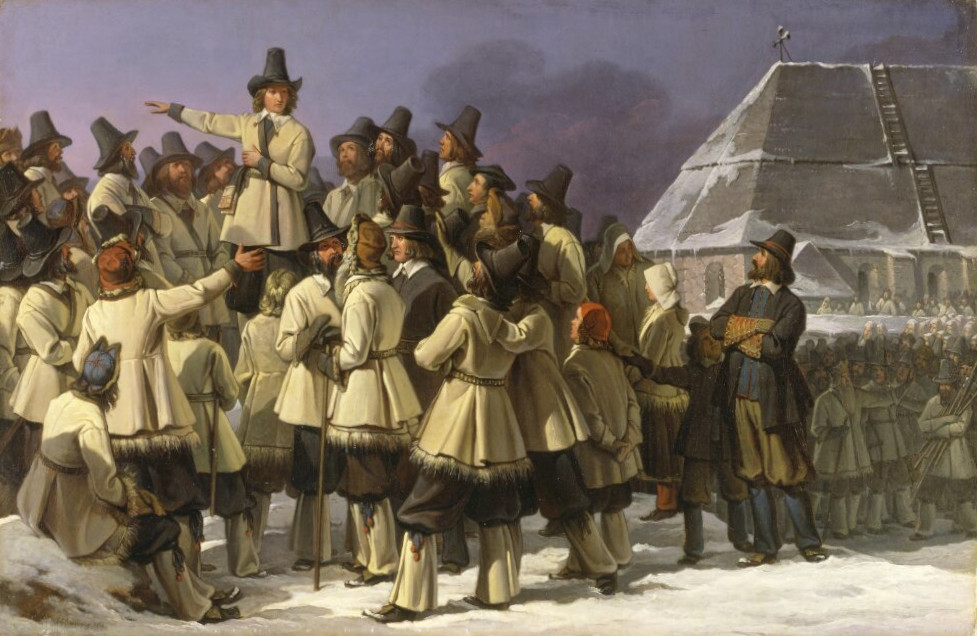
Talet till dalkarlarna vid Mora kyrka, fresk av Johan Gustaf Sandberg på väggen i Vasakoret

Vasakoret är Uppsala domkyrkas största kor och ett av de mest kända. Det ligger längst in i domkyrkan, längst åt öster, närmast soluppgången, den förnämsta platsen i kyrkan. Under medeltiden var det invigt åt Jungfru Maria och kallades Vårfrukoret.
I Vasakoret står ett gravmonument över Gustav Vasa, Sveriges kung 1523-1560. I kryptan under golvet är Gustav Vasa och hans tre gemåler, drottningarna Katarina av Sachsen-Lauenburg, Margareta Eriksdotter (Leijonhufvud) och Katarina Stenbock, begravda. Gustav Vasa och de två första gemålerna, vilka hade dött före honom, gravsattes strax före jul 1560. År 1594 begravdes också Johan III här, och senare även hans andra gemål, drottning Gunilla Johansdotter. 
Den så kallade gravtumban färdigställdes först 1583. På dess sidor finns riksvapnet samt svenska och finländska landskapsvapen. Bilderna på landskapsvapnen är de äldsta kända återgivningarna som finns. 
På 1830-talet målade Johan Gustaf Sandberg sju fresker med motiv ur Gustav Vasas liv på väggarna. De föreställer Intåget i Stockholm 1523, Slaget vid Brännkyrka 1518, Inför rådet i Lübeck, På Anders Perssons loge i Rankhyttan, Talet till dalkarlarna vid Mora kyrka, Den första svenska bibelöversättningen 1541 (t.v. på bilden syns Laurentius Petri), samt Avskedstalet 1560. Till vänster och till höger om gravmonumentet, under Intåget i Stockholm 1523 respektive Avskedstalet 1560, finns en text hämtat från Gustav Vasas avskedstal inför Riksdagen den 16 juni 1560.
Illustrationerna var tydligt influerade av Anders Fryxells svenska historia, vars första del utkom 1823. Texterna var ett försök att popularisera historien och göra sina läsare "fosterländskt högstämda". Redan i sin samtid kritiserades hans berättelser för att vara mer fantasifyllda och kåserande än vetenskapligt underbyggda, men nådde trots det en enorm popularitet genom sina livfyllda skildringar.
Sandberg var intresserad av etnologi, och hade gjort flera studieresor för att studera äldre dräkttyper, folktyper, provinsiella seder och särdrag. Dalkarlar och dalamotiv fick spela en viktig roll i bildcykeln, för Sandberg symboliserade detta något av det mest "ursvenska" och "pittoreska" som gick att uppspåra i Sverige. Enligt Fryxell hade Gustav Vasa i sitt tal till dalaallmogen sagt: Dalamän hafva i alla tider varit frimodiga och oförskräckta, då det gällde deras fädernesland, hvarför I också ären uti våra krönikor berömda, och alla Sveriges inbyggare vända nu sina ögon till eder, ty de äro vana att anse eder som frihetens och fosterlandets fasta beskydd och försvar.
Sandbergs återgivningar av dalkarlarnas dräkter kom dock tydligt att mera präglas av utseendet under hans samtid än under 1500-talet.
Text till målningen Intåget i Stockholm 1523
"Med Konung Gustaf 1s intåg i hufvudstaden, midsommars aftonen år 1523, var fäderneslandet befriadt; tretiosju år derefter sade Konungen i sitt avskedstal till Sveriges Ständer: I hafwen det väl förnummit och de, som till åren komna äro, hafwa det själfwa sett, huru som fäderneslandet uti stort betryck och elende fordom warit under främmande herrskap och konungar, och huru det täcktes Gud genom mig oss befria från detta tyranni. Oss bör derföre, hög och låg, herre och tjenare, gammal och ung, samma Gudomliga hjelp aldrig förgäta. Ty hwad man war jag, att sätta mig upp emot den, som en mägtig herre war öfwer tre konungariken, med kejsaren och de wäldigaste förstar nära förbunden och befryndad. Gud hafwer drifwit werket och gjort mig till sin unders man. Wäl må jag förlikna mig wid David, hwilken Gud från en herde gjorde till konung öfwer sitt folk. Jag kunde mig den ära ej föreställa, då jag i skog och öde fjell måste sticka mig undan för fiendens blodtörstiga swärd. Men Gud och Sweriges Allmoge hafwa warit min hjelp."
Text till målningen Avskedstalet 1560
"Jag tackar Eder, trogne undersåter, att I welat mig till konungslig höghet upphöja, och till en stamfader i Edert konungahus. Ej mindre tackar jag Eder för den trohet och bistånd I mig bewisat uti min regering. Nåd och wälsignelse äro oss rikeligen wederfarna genom Guds ords sanna kunskap och genom timmelig ymnighet, som för ögonen är. Har jag i min tid något godt kunnat uträtta, gifwen derföre Gudi äran! Hwad jag af mensklig swaghet felat, förlåten mig för Christi skull. Jag wet att jag i mångas sinne warit en hård konung. Men de tider skola komma då Sweriges barn skulle wilja rifwa mig opp ur mullen, stode det i deras magt. Jag wet ock, att de Swenske äro snara till att samtycka, sene till att utransaka. Jag förutser, att många willoandar framdeles warda uppkommande. Derföre beder och förmanar jag Eder: Hållen Eder hardt wid Guds ord: Waren öfwerheten hörsamma, sinsemellan enige. Min tid är snart förbi. Ej tarwas mig derom stjernor eller annan spådom. Jag känner i min egen kropp tecknen, att jag snart skall hädanfara. Följen mig då med Edra trogna förböner, och, när jag lagt mina ögon tillsammans, låten mitt stoft hwila i frid!" Konung Gustaf 1s Afskedstal till Riksens Ständer d. 16 juni 1560.

## Bildgalleri

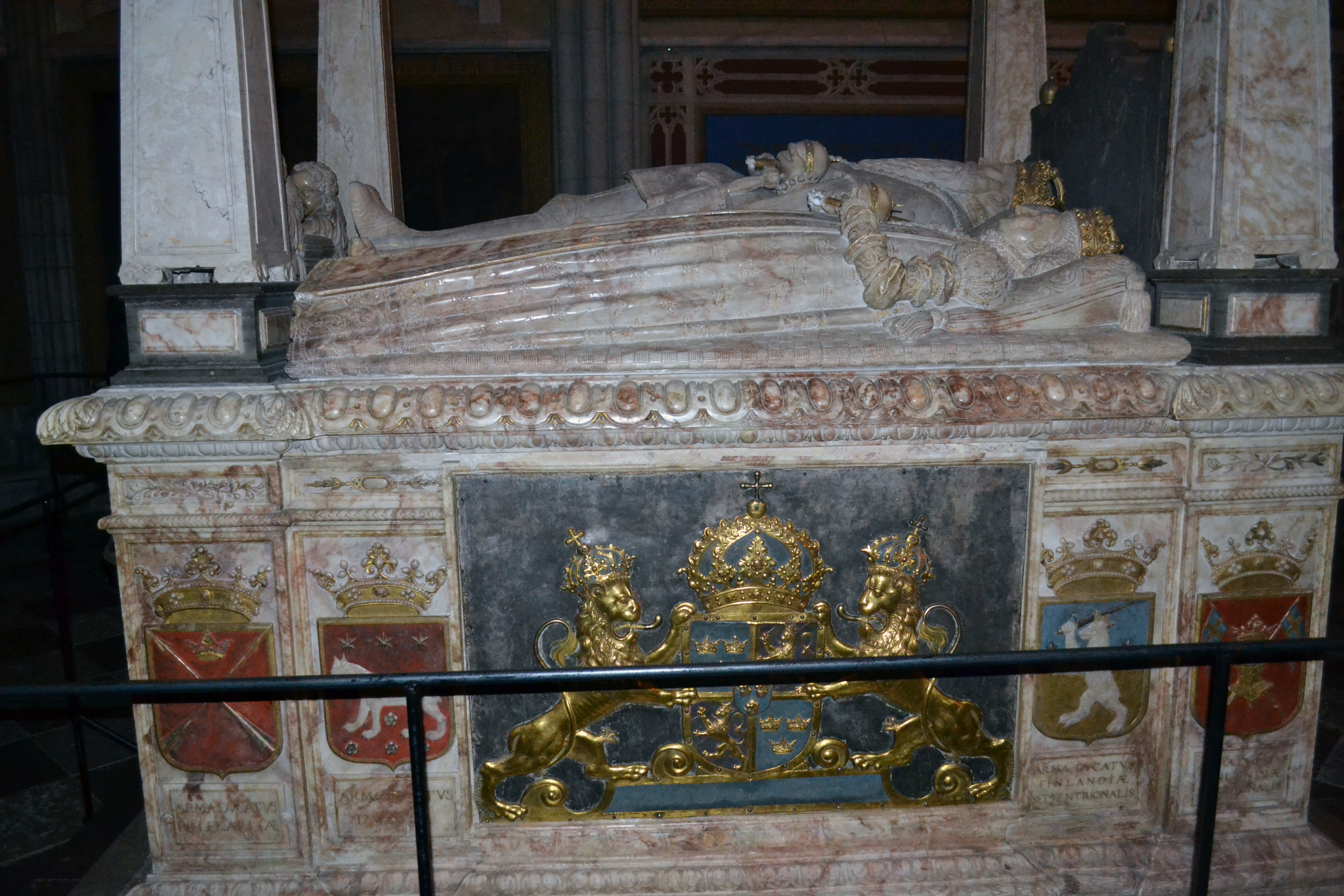
Gravtumban från 1583 över Gustav I och hans hustrur.
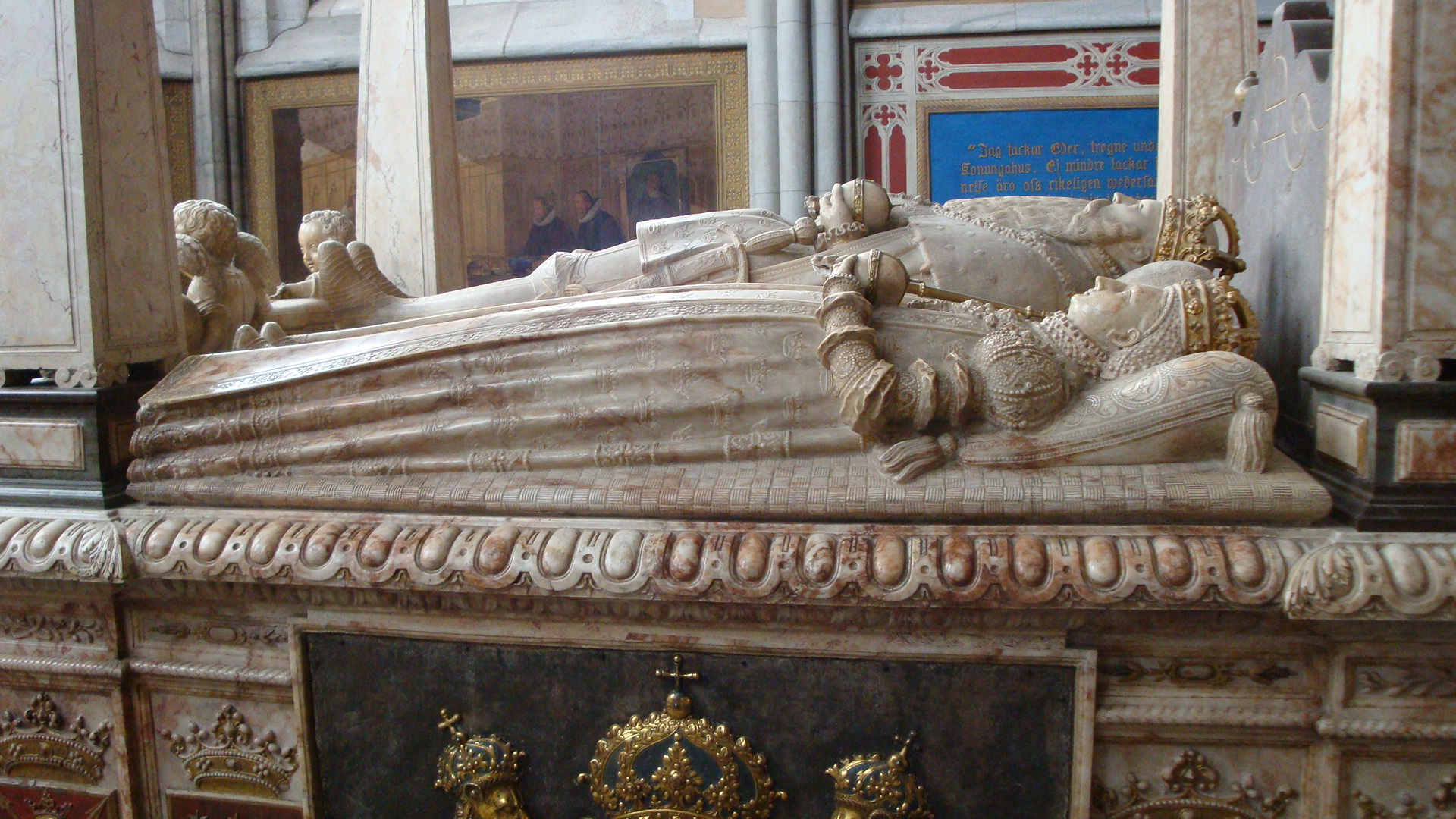
Gravtumban från 1583 över Gustav I.
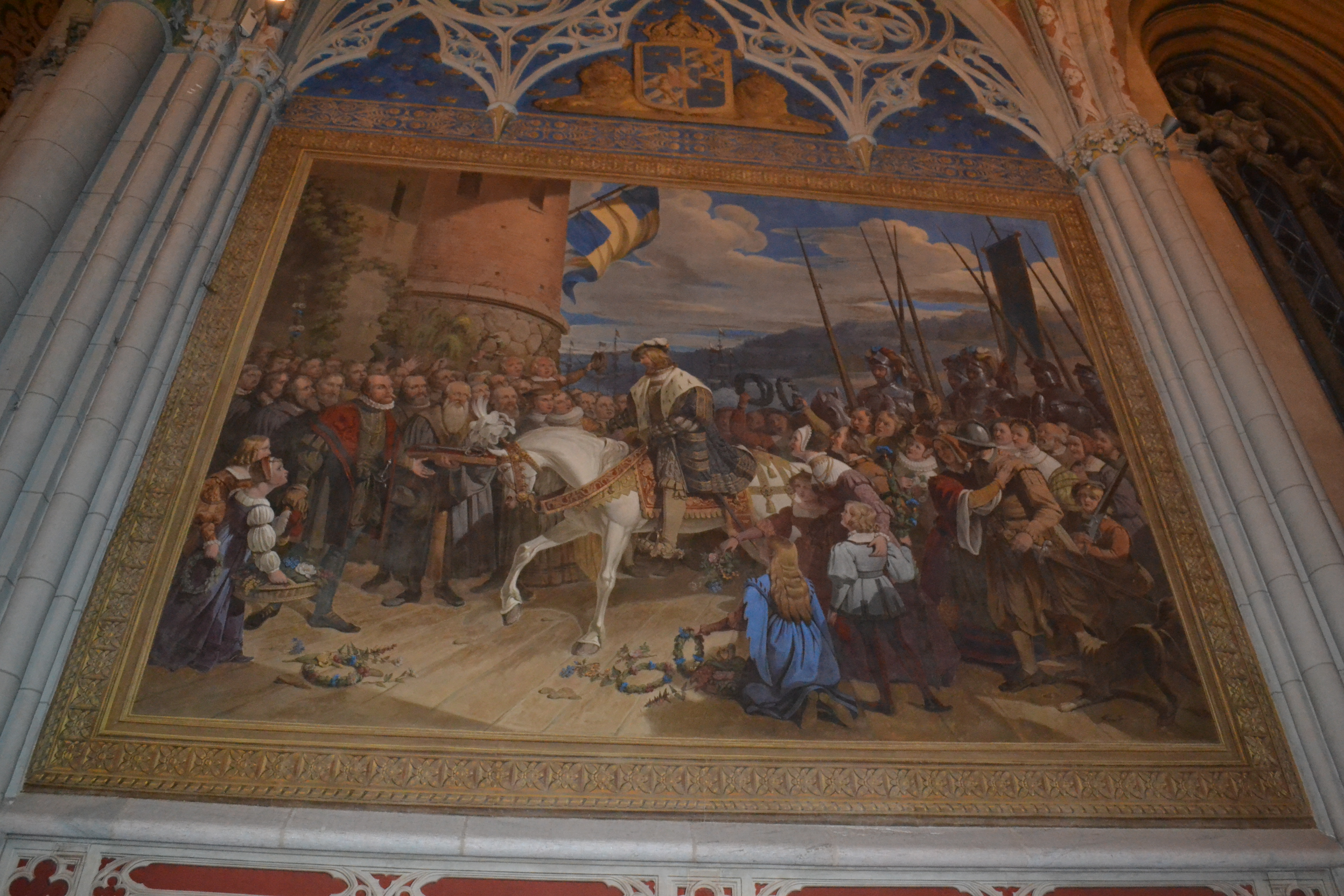
Intåget i Stockholm 1523. Fresk i koret
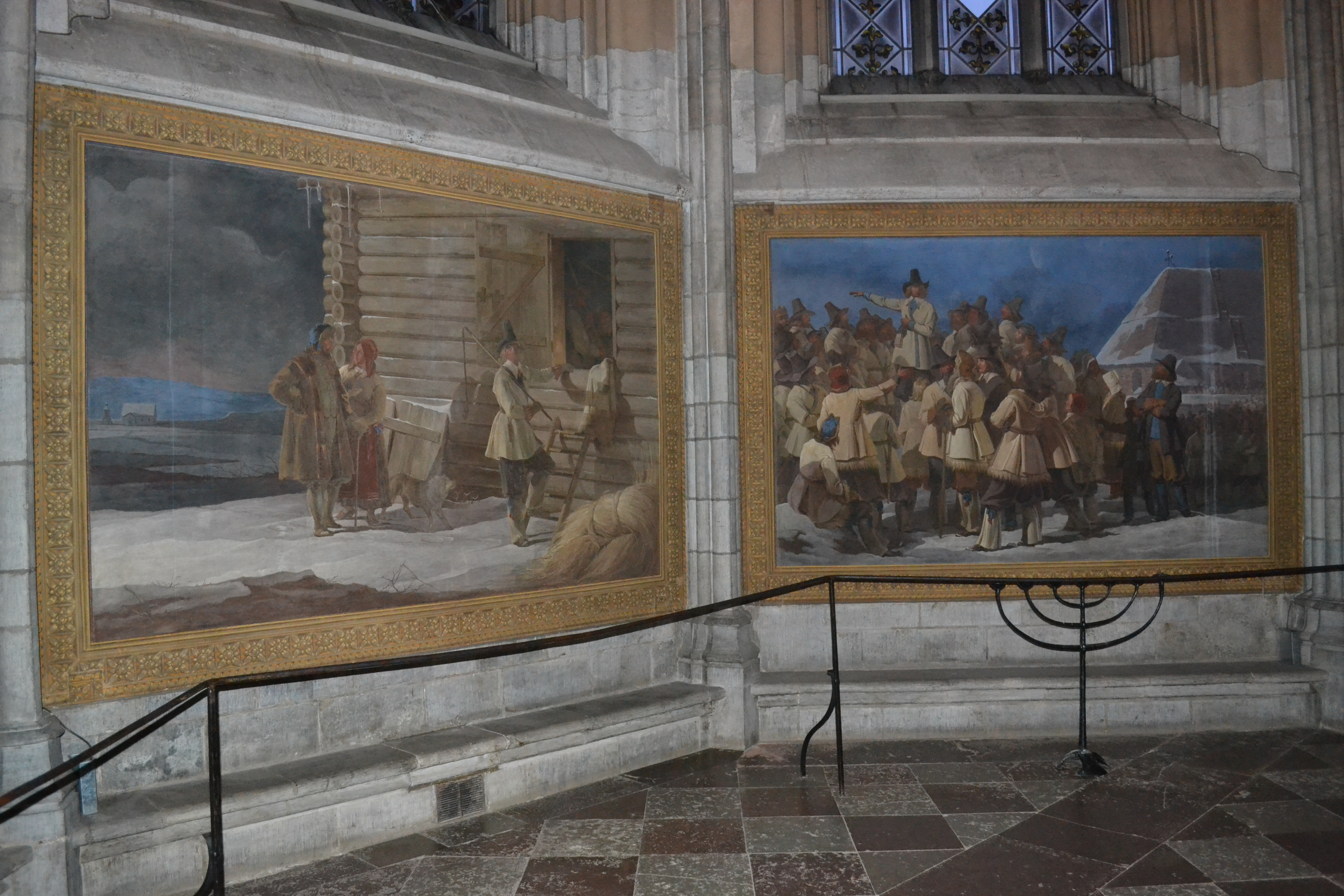
På Anders Perssons Loge i Rankhyttan, samt Gustaf Vasas tal i Mora. Fresker i koret
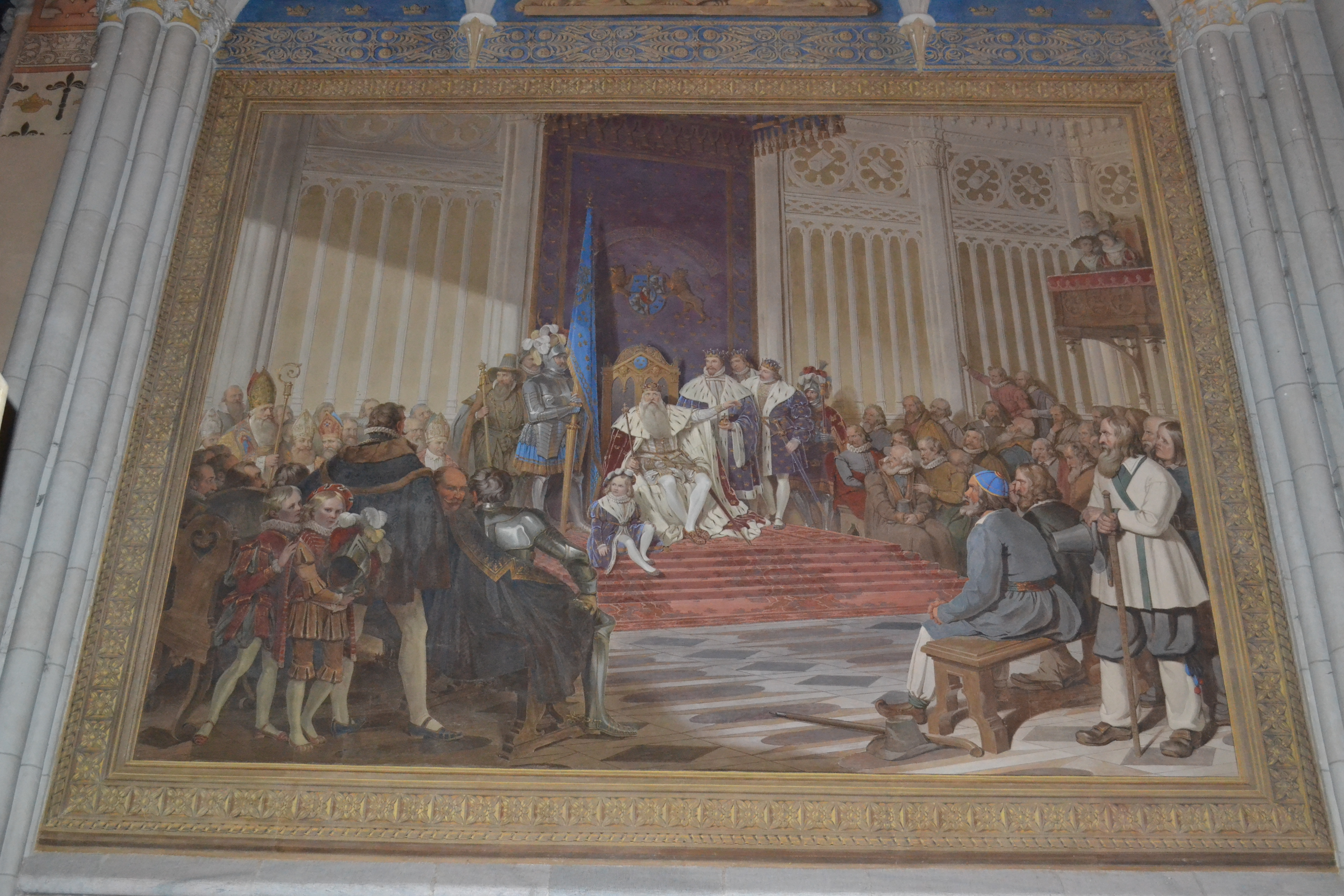
Avskedstalet 1560. Fresk i koret
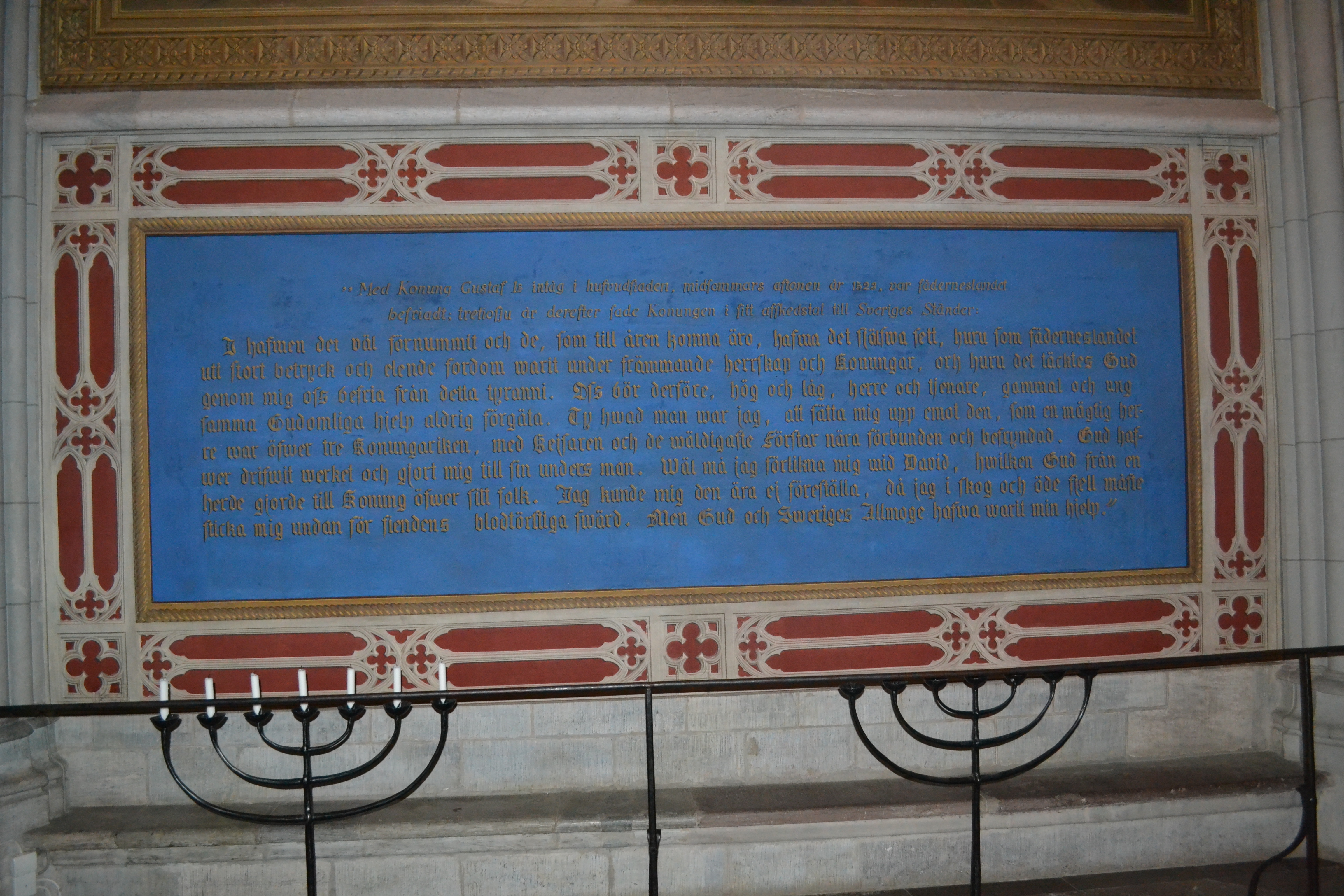
Texten under målningen Intåget i Stockholm 1523, som finns förtydligad i texten ovanför.
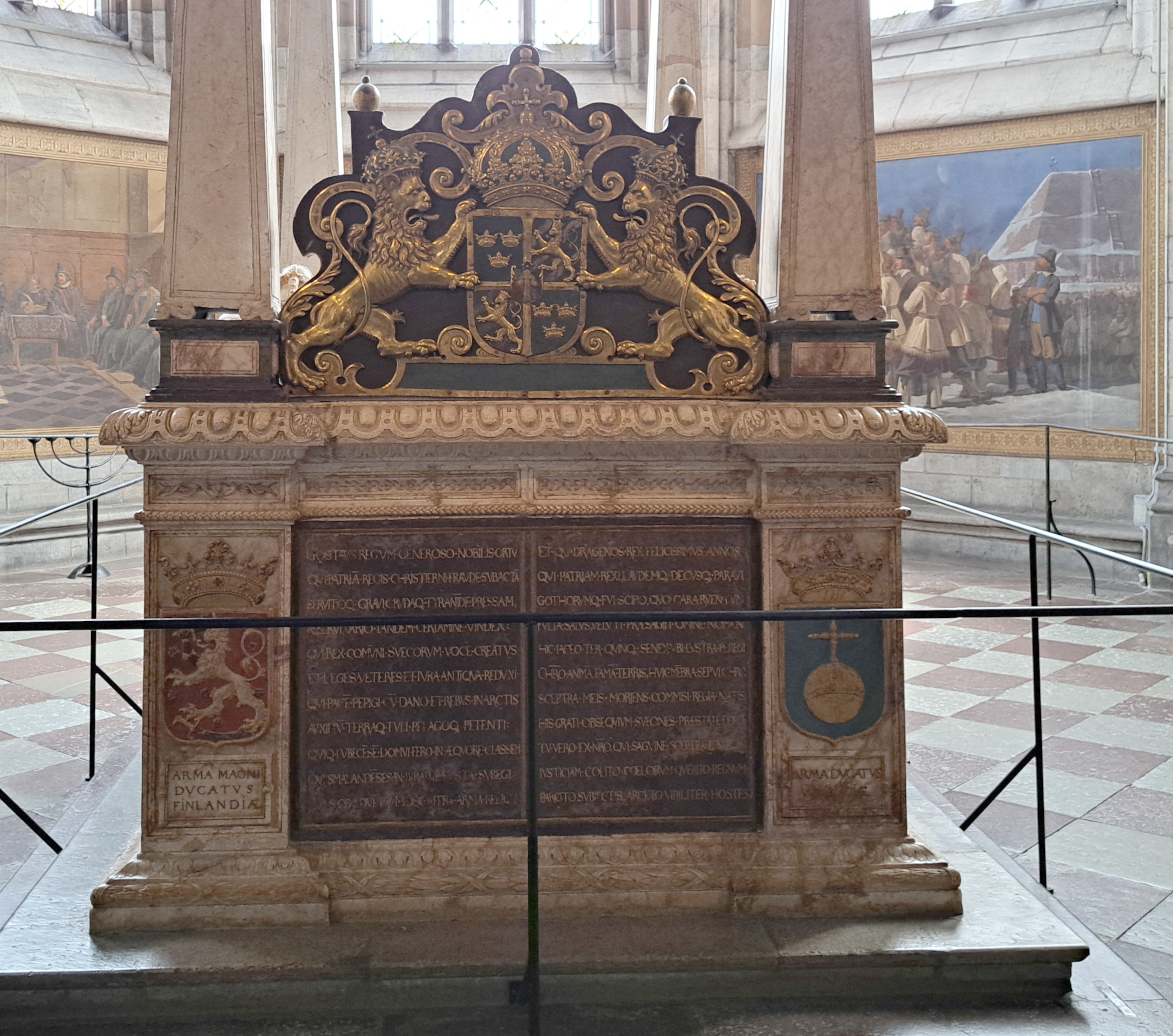
En bild av den latinska texten på Gustav Vasas tumba.

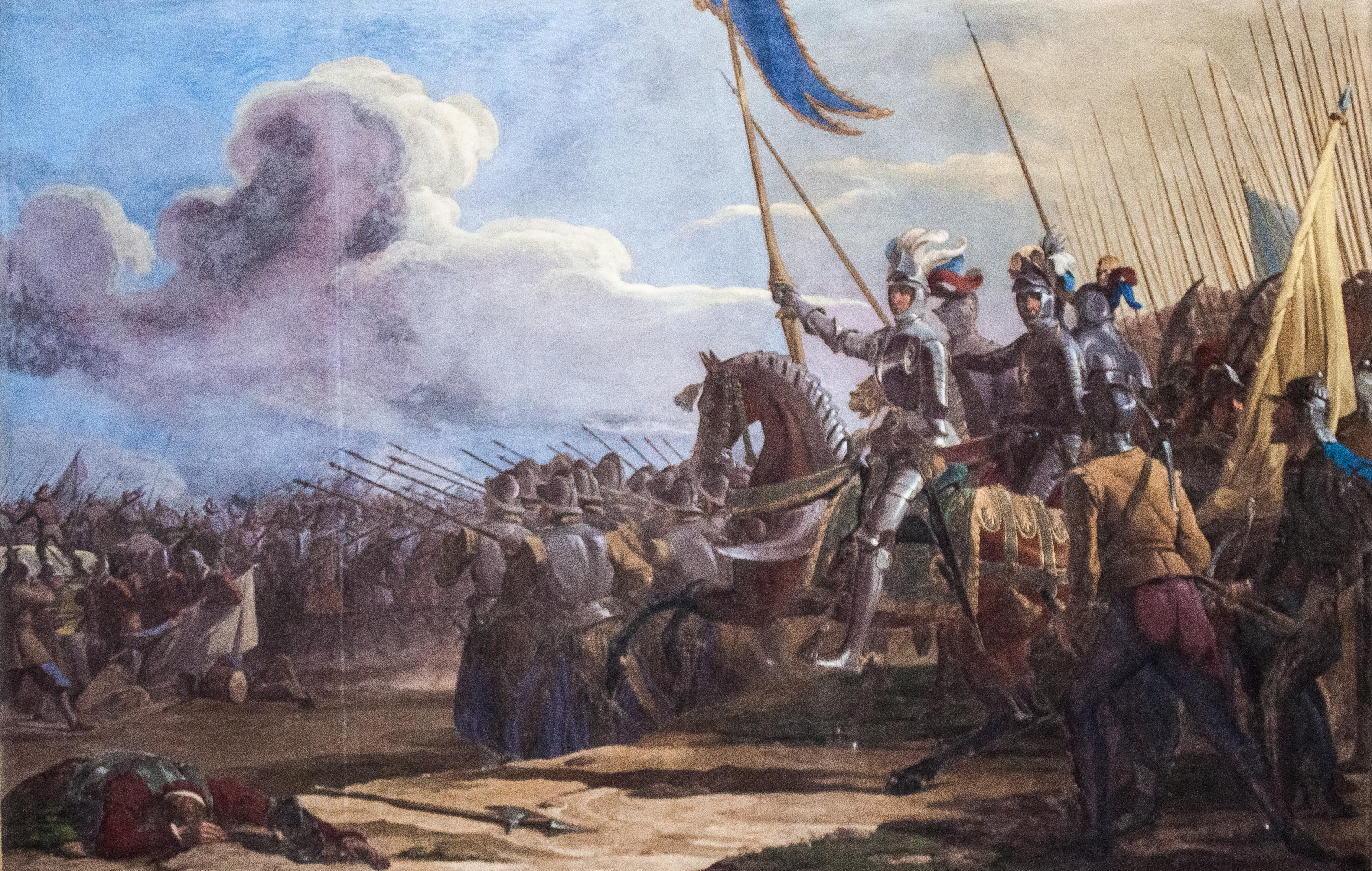
Slaget vid Brännkyrka 1518
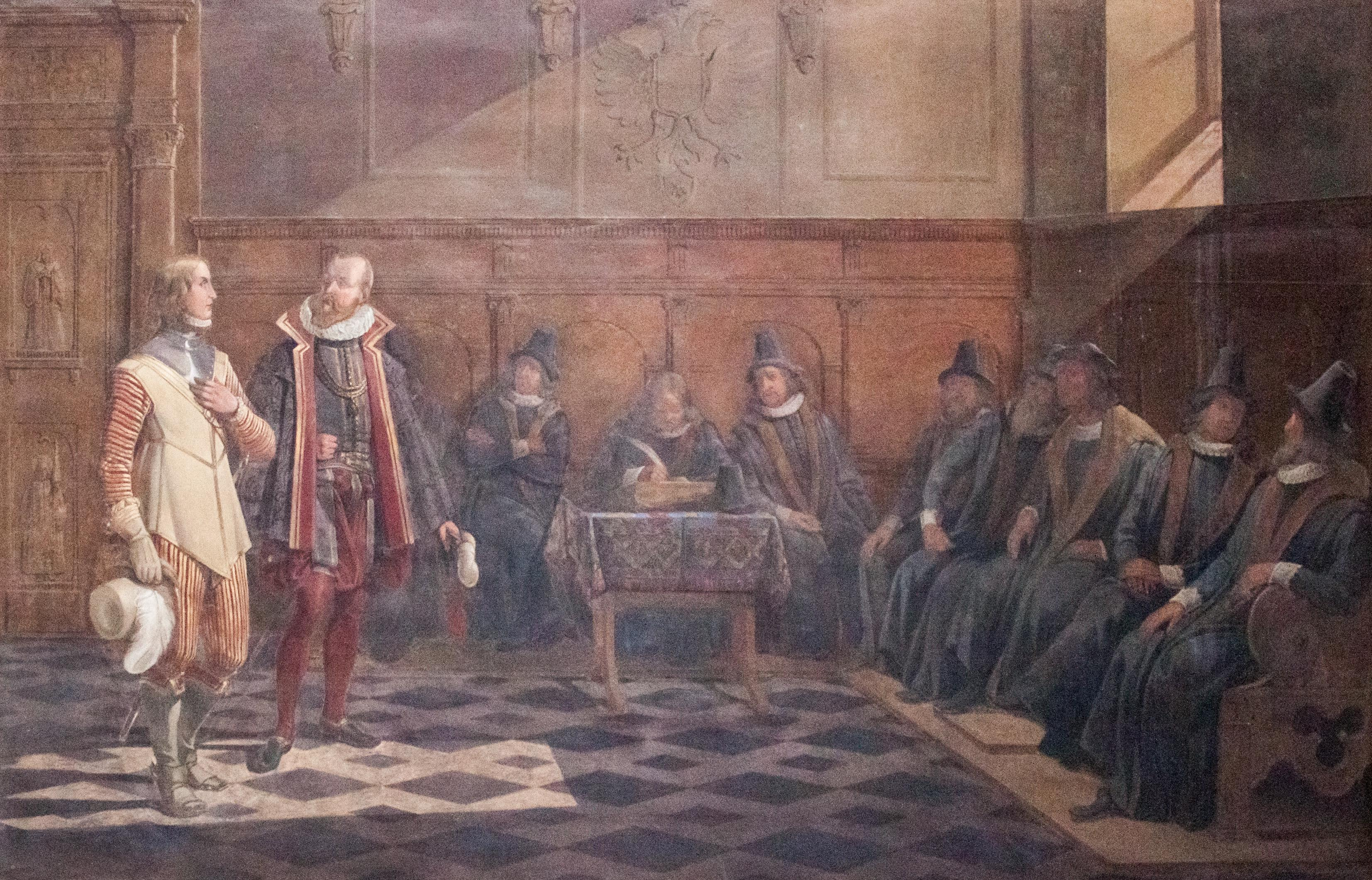
Inför rådet i Lübeck
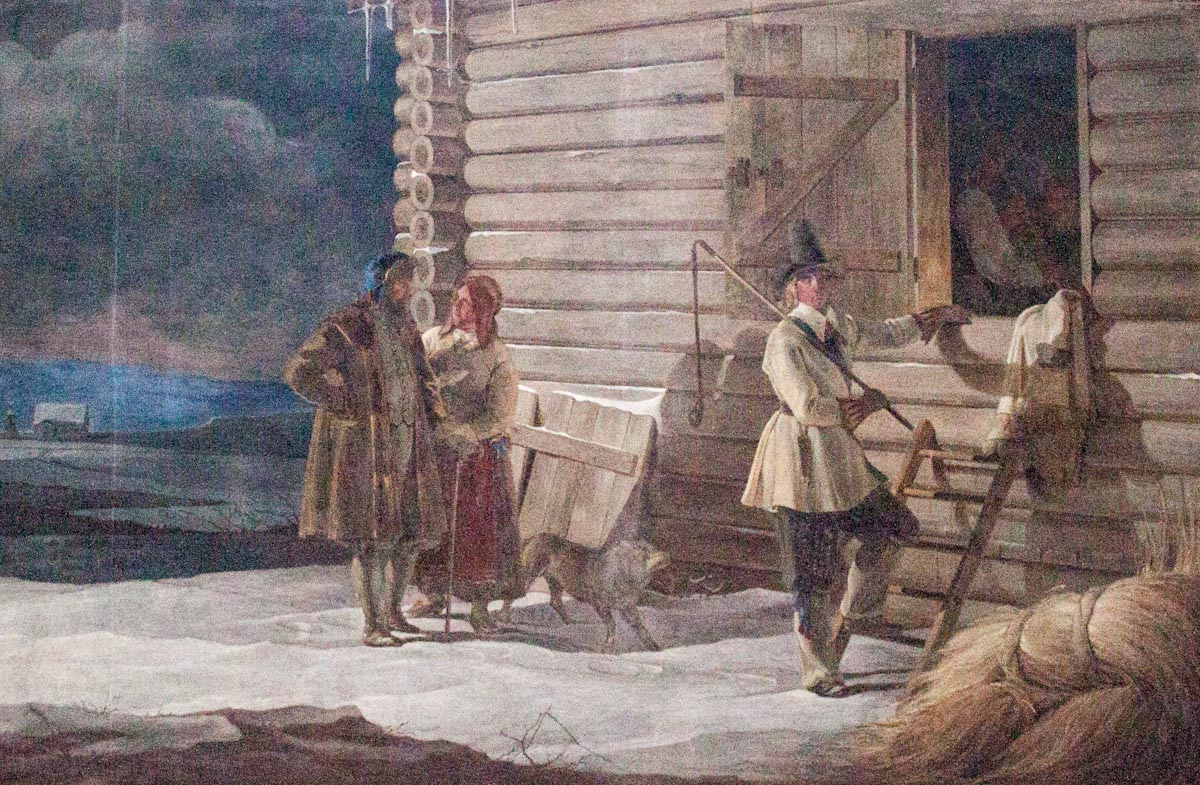
På Anders Perssons loge i Rankhyttan
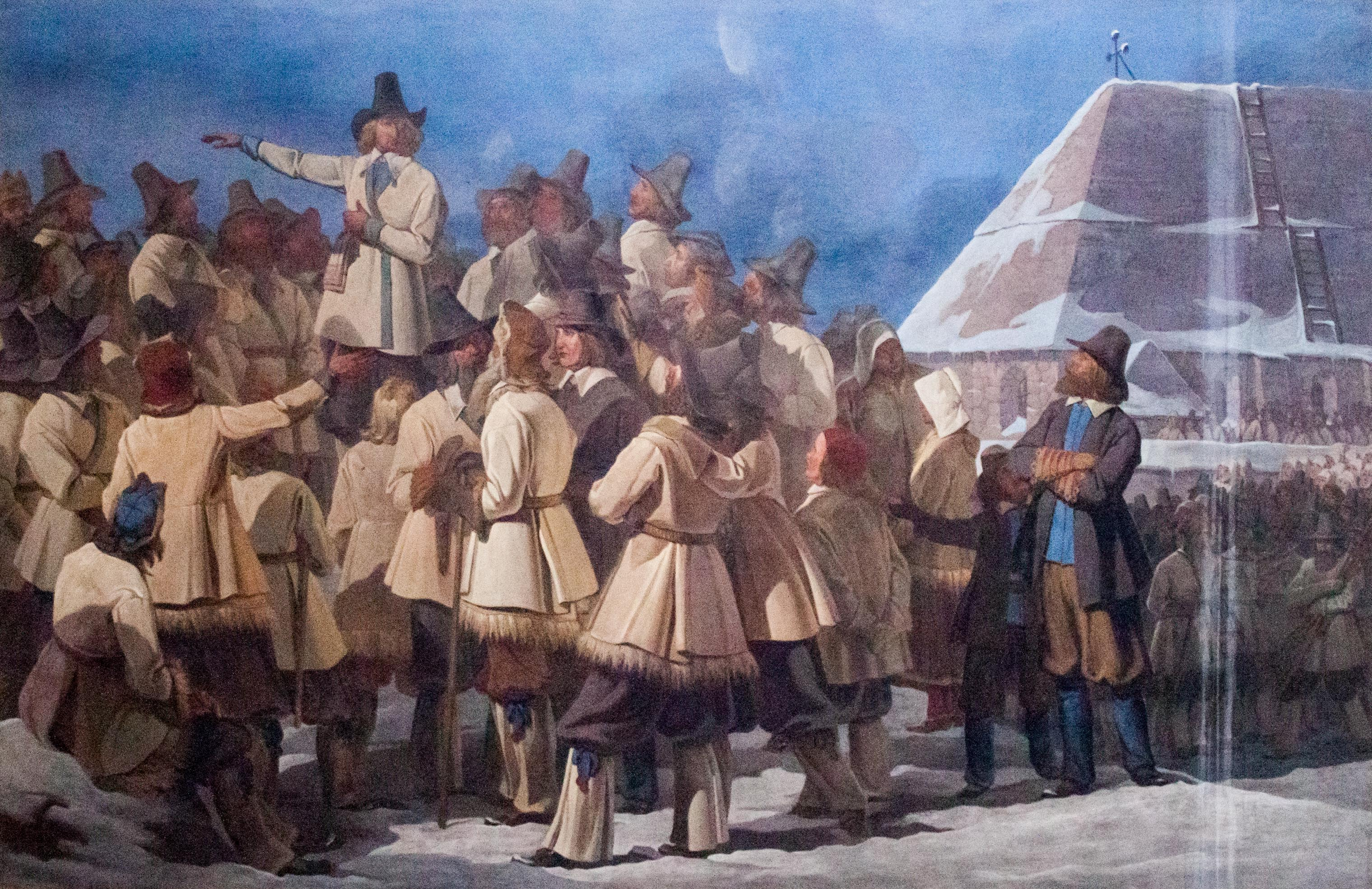
Talet till dalkarlarna vid Mora kyrka
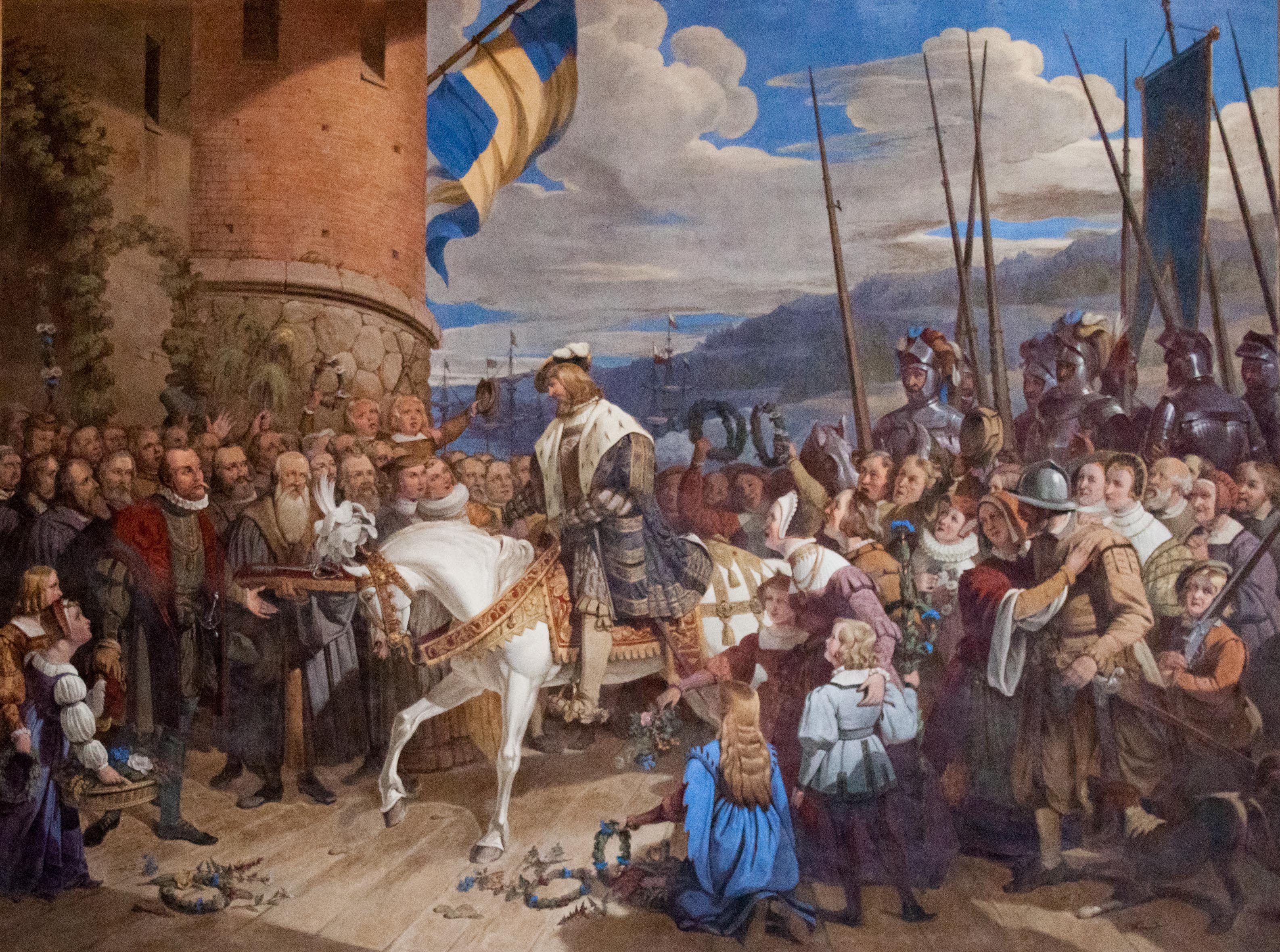
Intåget i Stockholm 1523
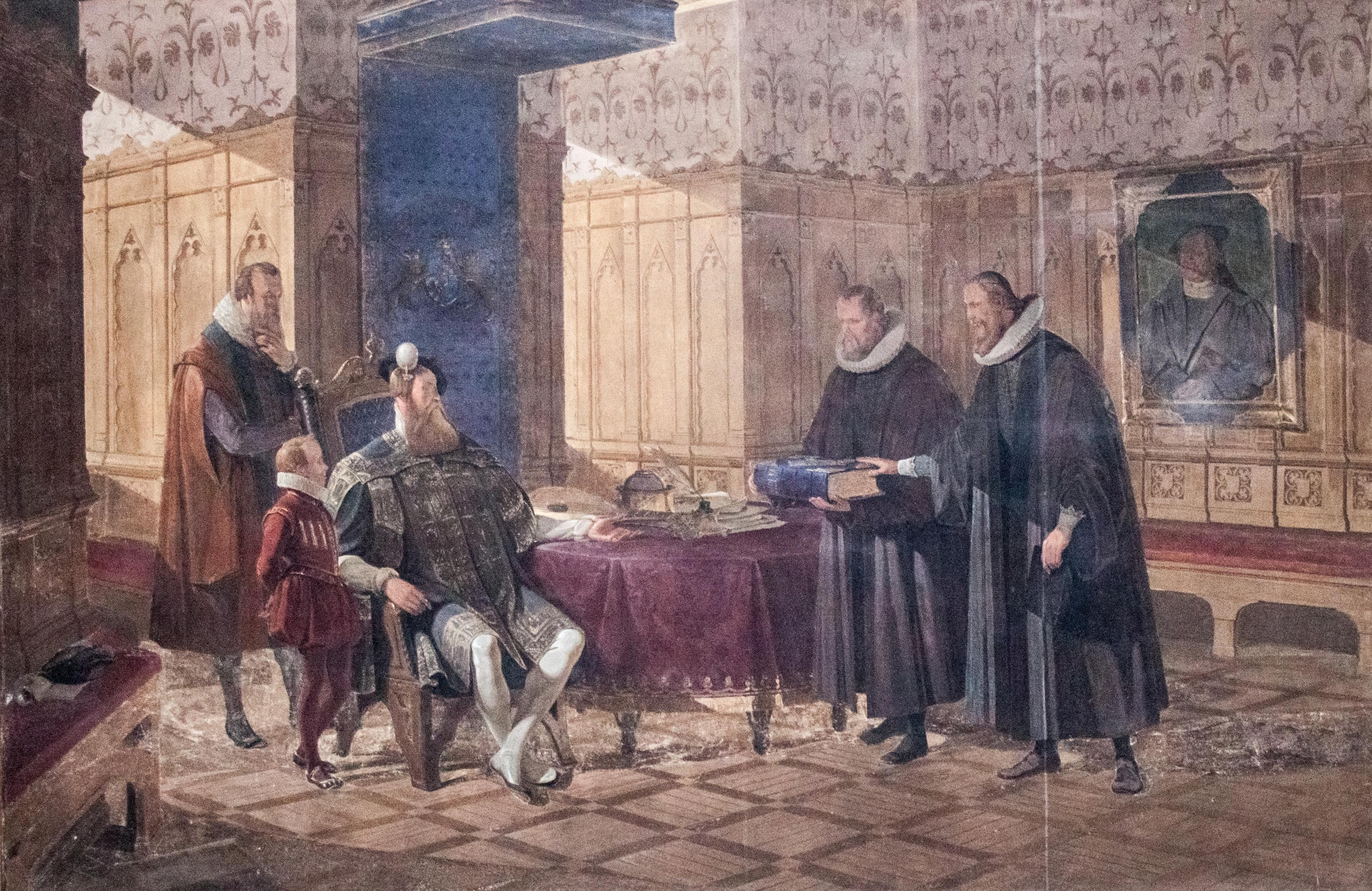
Den första svenska bibelöversättningen
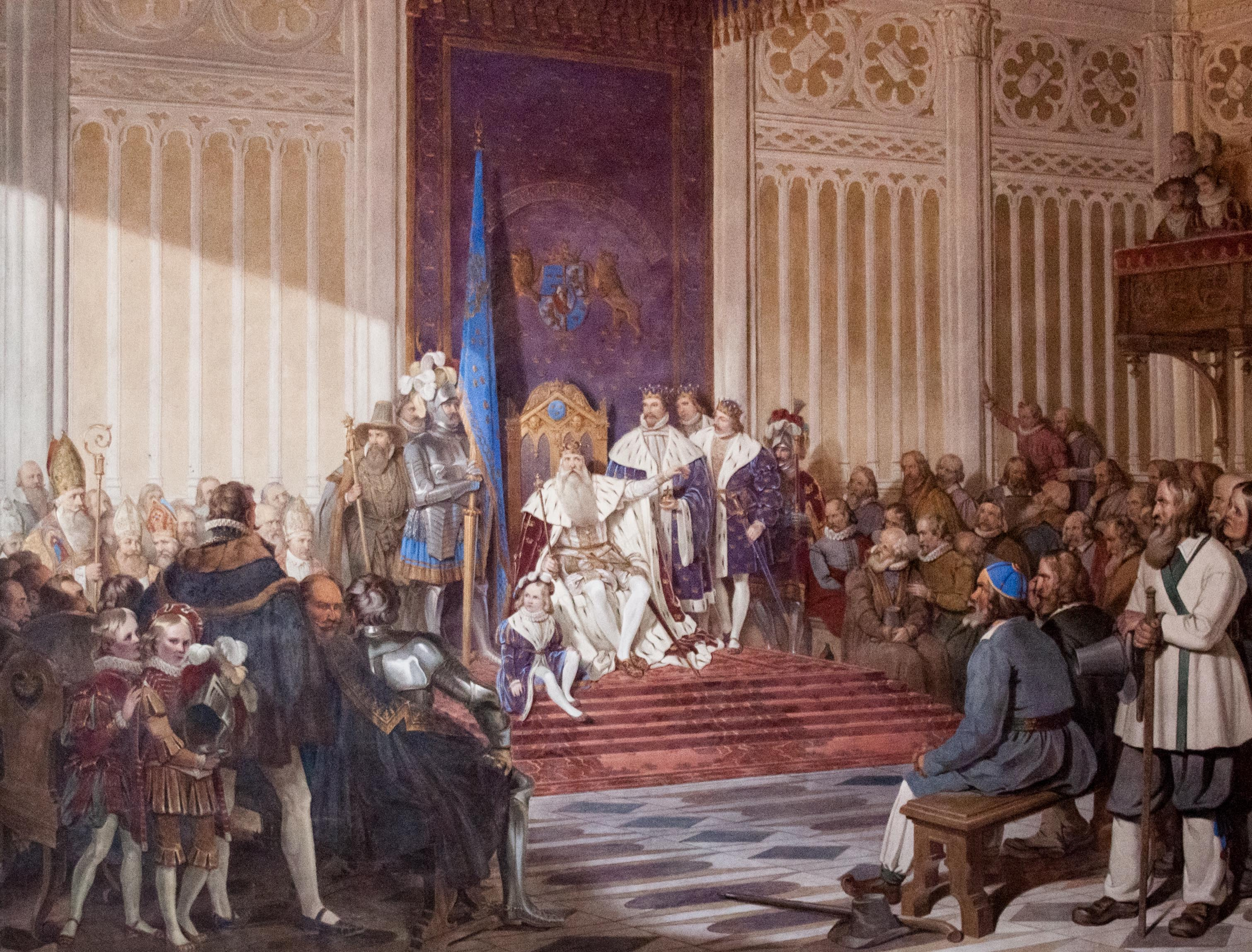
Avskedstalet 1560